# Frederick Griffith

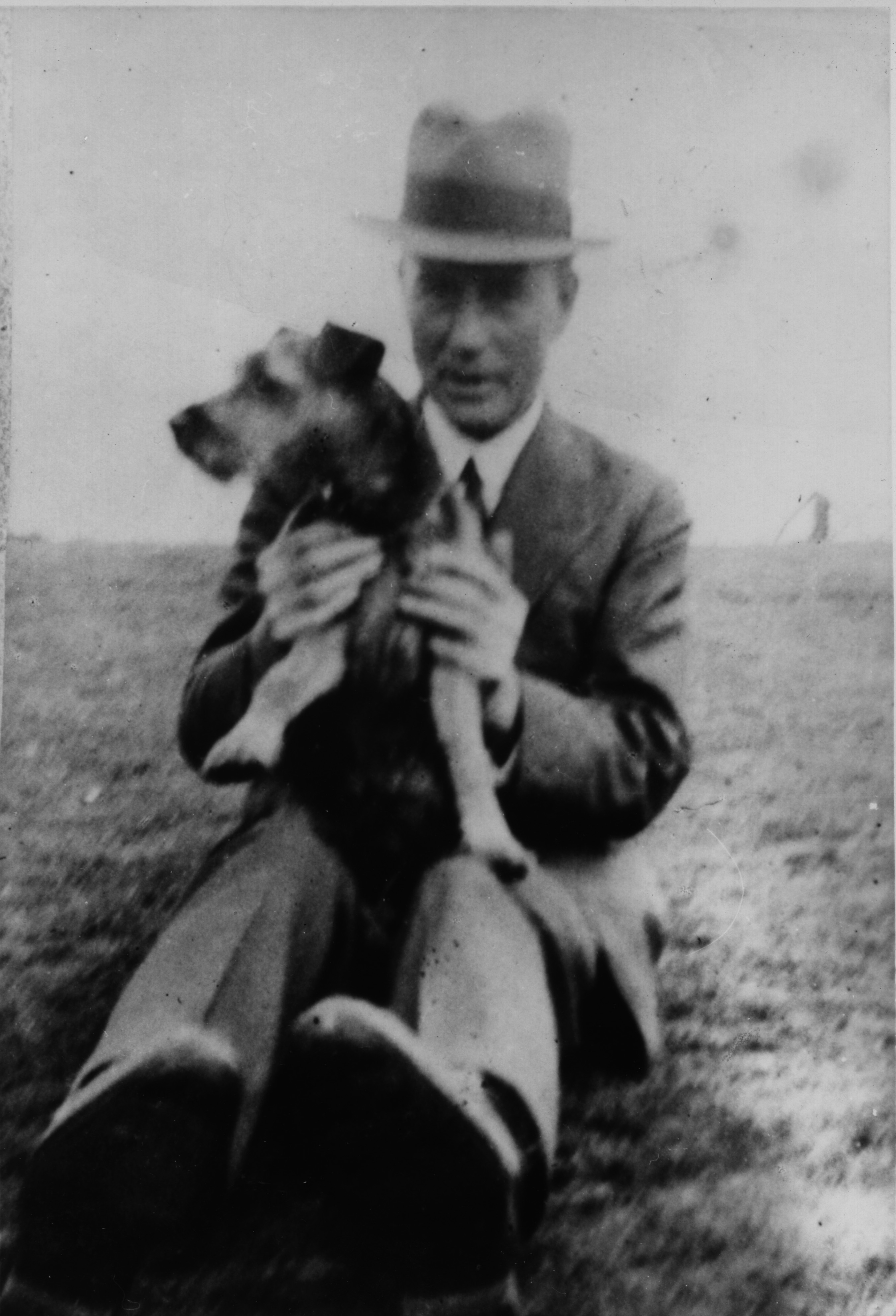
Frederick Griffith en 1936.

Frederick Griffith (1879 - 1941) fue un oficial médico y genetista británico. En 1928, en el experimento conocido como "experimento de Griffith", descubrió lo que él llamó "principio de transformación", la trasmisión de información genética de una bacteria a otra, pero en su momento no se conocía si la misma se relacionaba con el ADN o proteínas.

## Biografía
Frederick Griffith nació en Hale (Inglaterra) y estudió genética en la Universidad de Liverpool. Durante su juventud trabajó para la Liverpool Royal Infirmary, el Thompson Yates Laboratory y la "Royal Commission on Tuberculosis".
En 1910 fue contratado por el gobierno del Reino Unido para trabajar en el Ministerio de Sanidad bajo las órdenes de Arthur Eastwood. El gobierno proporcionaba escaso dinero para investigación en aquella época, en que la guerra parecía inminente, por lo que los laboratorios en los que Griffith trabajó eran bastante primitivos. Sin embargo, su creatividad y su mente inquisitoria le ayudaron a sobresalir en la exploración científica.
Griffith murió mientras trabajaba en su laboratorio en 1941, junto con su compañero y amigo, el bacteriólogo William M. Scott, durante un bombardeo alemán en la Segunda Guerra Mundial. 
Frederick Griffith era tío de John Stanley Griffith, ganador de la medalla Faraday de la Royal Society.

## El gran experimento de Griffith
El "experimento de Griffith", que le hizo más famoso, tuvo lugar mientras investigaba una vacuna para prevenir la neumonía durante la pandemia de gripe que tuvo lugar tras la Primera Guerra Mundial. Para ello, usó dos cepas de la bacteria Streptococcus pneumoniae (mencionada de forma común como neumococo). La cepa S contenía una cápsula de polisacáridos y era virulenta al ser inyectada, causando neumonía y matando a las cobayas en un día o dos. Esta cápsula permitía a la bacteria resistir los ataques del sistema inmune. Por su parte, la cepa R no era virulenta, y no causaba neumonía, porque carecía de cápsula. Del mismo modo, cuando la cepa S (virulenta) se calentaba para matarla, y se inyectaba en ratones, tampoco producía efectos adversos. Sin embargo, cuando se inyectaban bacterias muertas de la cepa S mezcladas con bacterias vivas de la cepa R, los ratones infectados (R/S) morían.
Tras aislar la bacteria en la sangre de los ratones R/S, Griffith descubrió que la cepa R, anteriormente avirulenta, había adquirido cápsulas: las bacterias en la sangre de los ratones R/S eran todas de la cepa S, y mantenían su fenotipo a través de muchas generaciones. Griffith hipotetizó entonces la existencia de algún tipo de "principio de transformación" de las bacterias muertas de la cepa S, que hacía que las bacterias de la cepa R se transformarán también en S.
Sólo unos años más tarde, en 1944, Oswald Theodore Avery, junto con Colin MacLeod y Maclyn McCarty, identificó el "principio de transformación" de Griffith con el ADN.